# Masahiro Sugata
Masahiro Sugata (菅田 真啓 Sugata Masahiro?), född 28 juni 1997 i Nara prefektur, är en japansk fotbollsspelare.
Sugata började sin karriär 2020 i Roasso Kumamoto.